# Carlo Antonio Bay
Carlo Antonio Bay; auch Karol Bay, ursprünglicher Familienname wahrscheinlich Baio, (* 18. Oktober 1678 in Magliaso; † um 1740 in Warschau ?) war ein polnischer Architekt und Baumeister schweiz-italienischer Abstammung. Er war ein Vertreter des Barocks und wirkte vor allem in Warschau.

## Leben
Bay wird für den Zeitraum von 1722 bis 1737 als königlicher Architekt (Magnificius Sacrae Regiae Maiestatis Architectus) bezeichnet. Er baute vor allem Sakralgebäude, unter denen besonders die Warschauer Visitantinnen-Kirche, eine dreischiffige Basilika mit Presbyterium in der Krakowskie Przedmieście erwähnenswert ist. Im Jahr 1727 wurde zwischen dem Warschauer Orden der Salesianerinnen und dem Architekten eine Vereinbarung unterzeichnet, nach der er diese dem Andenken Josefs gewidmete Kirche errichten sollte. Der Bau der Kirche begann am 28. August 1728. Der Kirchenbau wurde von Elżbieta Sieniawska finanziert, mit der Bay bereit im Jahr 1722 Briefverkehr pflegte, als er beim Ausbau des Wilanów-Palastes beschäftigt war.
Die Monumentalität und perfekte Proportionierung seiner Bauten erinnern an den römischen Barockstil des Francesco Borromini. Bay entwarf auch Innenausstattungen und Altare; so stammt das Projekt des mit aus Dębnik stammenden schwarzem Marmor eingerahmten Altars in der Warschauer Heiligkreuz-Kirche von ihm. Ebenso war er als Gartenarchitekt und Stadtplaner tätig.

## Bauten (Auswahl)
In Warschau:
- Umbau des Czapski-Palastes (1713–1721)
- Umbau des damaligen Radziwiłł-Palastes (1720–1722)
- Jesuiten-Gymnasium “Zalascianum” in der Ulica Jezuicka 4 (1722–1727)[4]
- Fertigstellung des Mniszech-Palastes
- Martinskirche in Warschau
- Wohnhäuser von Karol Bay und Franciszek Dupont in der Ulica Miodowa 12[5]

Außerhalb Warschaus:
- Kirche in Karczew
- Kloster und Kirche der Kapuziner in Lublin
- Mariä-Himmelfahrt-Kirche in Siemiatycze (1719–1727)
- Missionarskloster in Siemiatycze (1719–1727)
- Piaristen-Kirche in Łowicz